# Grand Theft Autumn/Where Is Your Boy
Grand Theft Autumn/Where Is Your Boy è il secondo singolo del gruppo musicale Fall Out Boy, estratto dal loro primo album Take This to Your Grave e pubblicato il 4 agosto 2003.
Nel 2005, il brano raggiunge la posizione numero 84 nella Billboard Pop 100. Una versione acustica della canzone è stata pubblicata nel 2004 all'interno dell'EP My Heart Will Always Be the B-Side to My Tongue e una nuova versione remix (Millennium version) è presente in Take This to Your Grave: Director's Cut, riedizione del CD del 2003.

## Video
Il video musicale, diretto da Dale Resteghini, inizia con un primo piano del cantante/chitarrista Patrick Stump per poi mostrare il resto della band che esibisce sulla neve. Per tutto il resto del video, le azioni della band si intrecciano con la trama del video. La trama parla di un ragazzo con una videocamera che cammina nel bosco, fino a quando raggiunge una casa e comincia a girarci attorno. Una ragazza si sveglia, si accorge di lui e comincia a vestirsi; mentre il ragazzo è preso nel riprendere la scena, la ragazza guarda fuori dalla finestra costringendo il ragazzo a scappare al suo furgone. Raggiunto il furgone scopre che la ragazza è all'interno del veicolo e i due giovani iniziano a baciarsi fino a quando la ragazza lascia il ragazzo sorridendogli. Il video si conclude con un primo piano di Stump.

## Curiosità
- Il ragazzo e la ragazza del video appaiono anche nel video del singolo This Ain't a Scene, It's an Arms Race, sempre dei Fall Out Boy, in occasione del "finto" funerale del bassista Peter Wentz.